# Antoni Józef Poniński (ur. 1732)
Antoni Józef Poniński herbu Łodzia (ur. 17 stycznia 1732, zm. ok. 1830 w Brzostkowie) – starosta kopanicki, poseł na sejm, członek Komisji Edukacji Narodowej, uczestnik spisku magnackiego w Targowicy, kawaler maltański (w zakonie od 1766 roku), kawaler Honoru i Dewocji.

## Życiorys
Syn starosty Franciszka Ponińskiego i Ludwiki Eufemii Domiechowskiej. 
Starosta kopanicki. Poseł kaliski na sejm 1761 roku i sejm konwokacyjny 1764 roku.
Konsyliarz konfederacji Czartoryskich w 1764 roku. Jako poseł województwa poznańskiego na sejm elekcyjny 1764 roku był elektorem  Stanisława Augusta Poniatowskiego z województwa poznańskiego. Poseł poznański na sejm koronacyjny 1764 roku. Członek Komisji Edukacji Narodowej w latach 1773–1777. Konsyliarz województwa kaliskiego w konfederacji targowickiej w 1792 roku.

## Ordery i odznaczenia
- Order Świętego Stanisława (1766)[7].
- Order Orła Białego (1792)[1].